# Lac Cold Boiling
Le lac Cold Boiling (en anglais : Cold Boiling Lake) est un lac américain dans le comté de Shasta, en Californie. Il est situé à 2 266 mètres d'altitude au sein du parc national volcanique de Lassen.